# Kurtat
Kurtat (ros. Куртат) – wieś w Rosji, w Osetii Północnej, w rejonie prigorodnym. W 2010 liczyła 3183 mieszkańców, głównie Inguszy.